# Соколова, Лариса Геннадьевна
Лариса Геннадьевна Соколова (род. 9 ноября 1945) — российская театральная актриса, народная артистка России (2012).

## Биография
Лариса Соколова родилась 9 ноября 1945 года в Чувашской АССР. В школе участвовала в художественной самодеятельности.
В 1967 году закончила ЛГИТМиК (экспериментальный курс Зиновия Корогодского). Работала в Волгоградском драматическом театре имени Максима Горького, затем в Орловском драматическом театре имени И. С. Тургенева.
С 1982 года играет в Курском драматическом театре им. А. С. Пушкина.

## Семья
- Муж — режиссёр Юрий Бурэ-Небельсен (род. 1938), народный артист России.
- Дочь — актриса Валерия Юрьевна Бурэ-Небельсен (род. 1970).

## Награды и премии
- Заслуженная артистка Северо-Осетинской АССР (1987).
- Заслуженная артистка Российской Федерации (1 декабря 1994) — за заслуги в области искусства
- Народная артистка России (2012)[1]
- Медаль ордена «За заслуги перед Отечеством» II степени (2006).

## Работы в театре
- «Восемь любящих женщин» Робера Тома — Пьеретта
- «Стакан воды» Эжена Скриба — Абигайль и Королева
- «Звёзды на утреннем небе» А. Галина — Анна
- «Ох, уж эта Анна!» М. Камолетти — Анна
- «Дама-невидимка» Педро Кальдерона — Анхела
- «Свадьба Кречинского» А. В. Сухово-Кобылина — Атуева
- «Валентин и Валентина» М. М. Рощина — Валентина
- «Сады цветут» В. Масса, Н. Кириченко — Галя
- «Варшавская мелодия» Л. Зорина — Гелена
- «Поминальная молитва» Г. Горина — Голда
- «Тартюф» Мольера — Дарина
- «Дни нашей жизни» Л. Андреева — Евдокия Петровна
- «Дни Турбиных» М. Булгакова — Елена Тальберг
- «В ночь лунного затмения» М. Карима — Зубаржат
- «Десять суток за любовь» В. Константинова, Б. Рацера — Мать
- «Мастера» Рачи Стоянова — Мелкана
- «Волки и овцы» А. Островского — Мурзавецкая
- «Возраст расплаты» Л. Жуховицкого — Светлана
- «Отец» по М. Горькому — Софья
- «Принцесса Турандот» К. Гоцци — Турандот
- «На всякого мудреца довольно простоты» А. Островского — Турусина
- «Филумена Мартурано» Э. де Филиппо — Филумена
- «Странная миссис Сэвидж» Д. Патрика — Флоренс и Пэдди
- «Малыш и Карлсон» А. Линдгрен — фрекен Бок
- «Ханума» А. Цагарели — Ханума
- «Мещане» М. Горького — Цветаева
- «Сирано де Бержерак» Э. Ростана
- «Традиционный сбор» В. Розова
- «Люди, которых я видел» С. Смирнова
- «Комната невесты» В. Красногорова
- «Божьи одуванчики» Андрея Иванова
- «Школа соблазна» В. Азерникова
- «Правда хорошо, а счастье лучше»  Александр Островский — Мавра Тарасовна